# SK Draci Brno

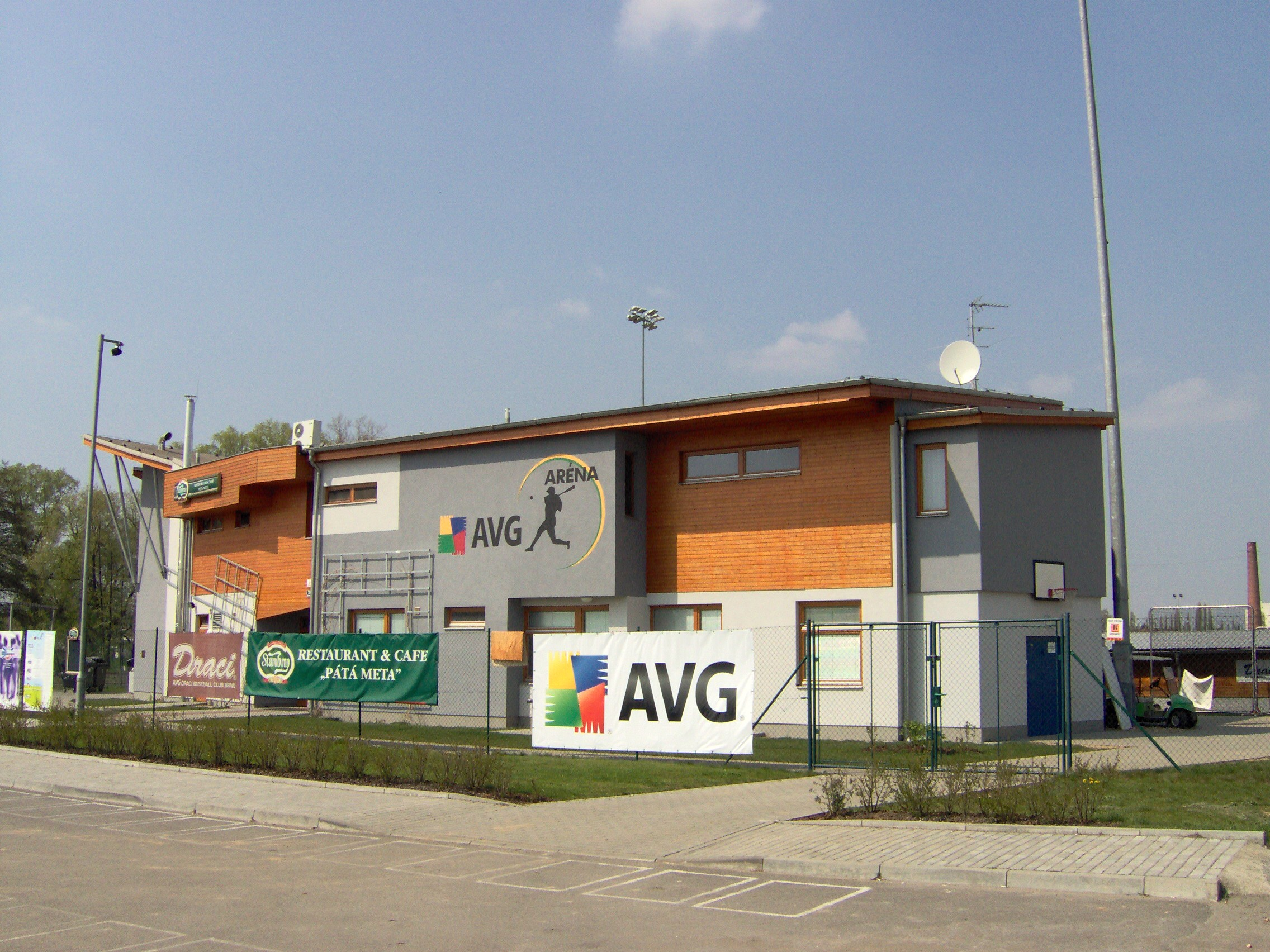
Městský baseballový stadion v Brně

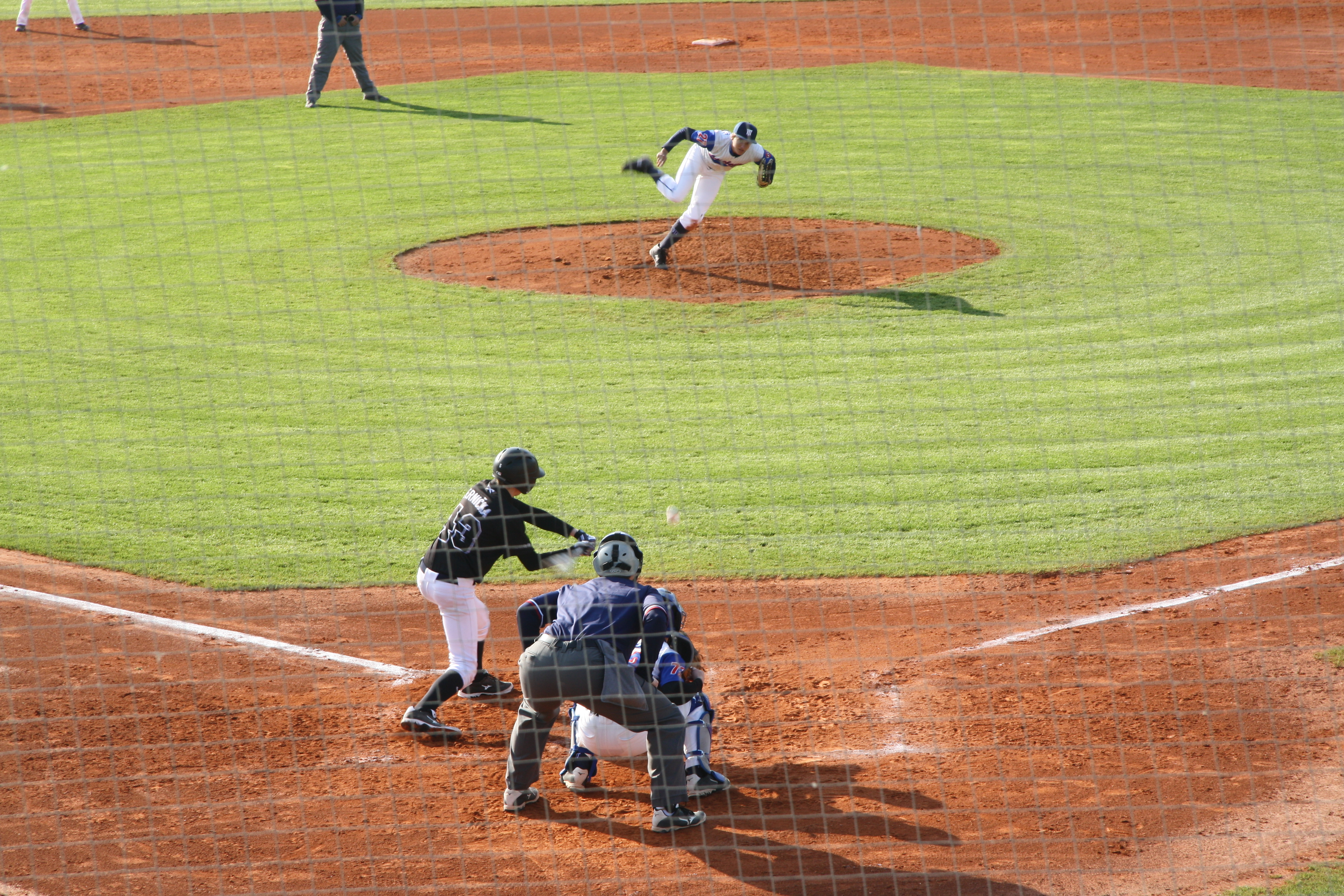

Draci Brno jsou baseballovým klubem v České republice. V letech 1995 až 2010 vybojovali šestnáctkrát v řadě mistrovský titul a jsou také úřadujícím mistrem z roku 2017. V letech 2011, 2015 a 2018 nedokázali zvítězit. S loňským titulem mají na kontě 22 titulů v české baseballové extralize.
Do roku 2006 hráli na hřišti v Zamilovaném hájku v Brně - Řečkovicích. Od sezóny 2007 hrají na Městském baseballovém stadionu v Brně - Komárově.

## Úspěchy
- Mistr ČR v baseballu: 25 (1995, 1996, 1997, 1998, 1999, 2000, 2001, 2002, 2003, 2004, 2005, 2006, 2007, 2008, 2009, 2010, 2012, 2013, 2014, 2016 Archivováno 20. 7. 2020 na Wayback Machine., 2017, 2020, 2022, 2023, 2024, 2025)
- Vítěz evropského Poháru Mistrů: 1 (2024)
- Vítěz Českého baseballového poháru: 16 (1995, 1996, 1997, 1998, 2000, 2002, 2003, 2006, 2007, 2008, 2009, 2010, 2011, 2012, 2013, 2017, 2020)
- 3. místo PMEZ: 2 (1998, 2004)
- Evropský pohár, kvalifikační skupina: 2015
- Mistr ČR U21: 3 (2015, 2016,2017, 2018)
- Mistr ČR U18: 8 (1996, 1999, 2005, 2006, 2007, 2009, 2011, 2013, 2018)
- Mistr ČR U15: 5 (2005, 2006, 2011, 2013, 2014,2018)
- Mistr ČR U13: 6 (1996, 2002, 2011, 2012, 2013, 2015)
- Mistr ČR U11: 10 (1995, 1996, 1999, 2000, 2008, 2009, 2012, 2013, 2014, 2015)
- Mistr ČR U9: 9 (2003, 2004, 2005, 2006, 2007, 2009, 2011, 2013, 2014, 2018)

## Historické názvy
- VŠTJ VŠZ Brno
- VSK Draci MZLU Brno
- SK Draci Brno